# Siden

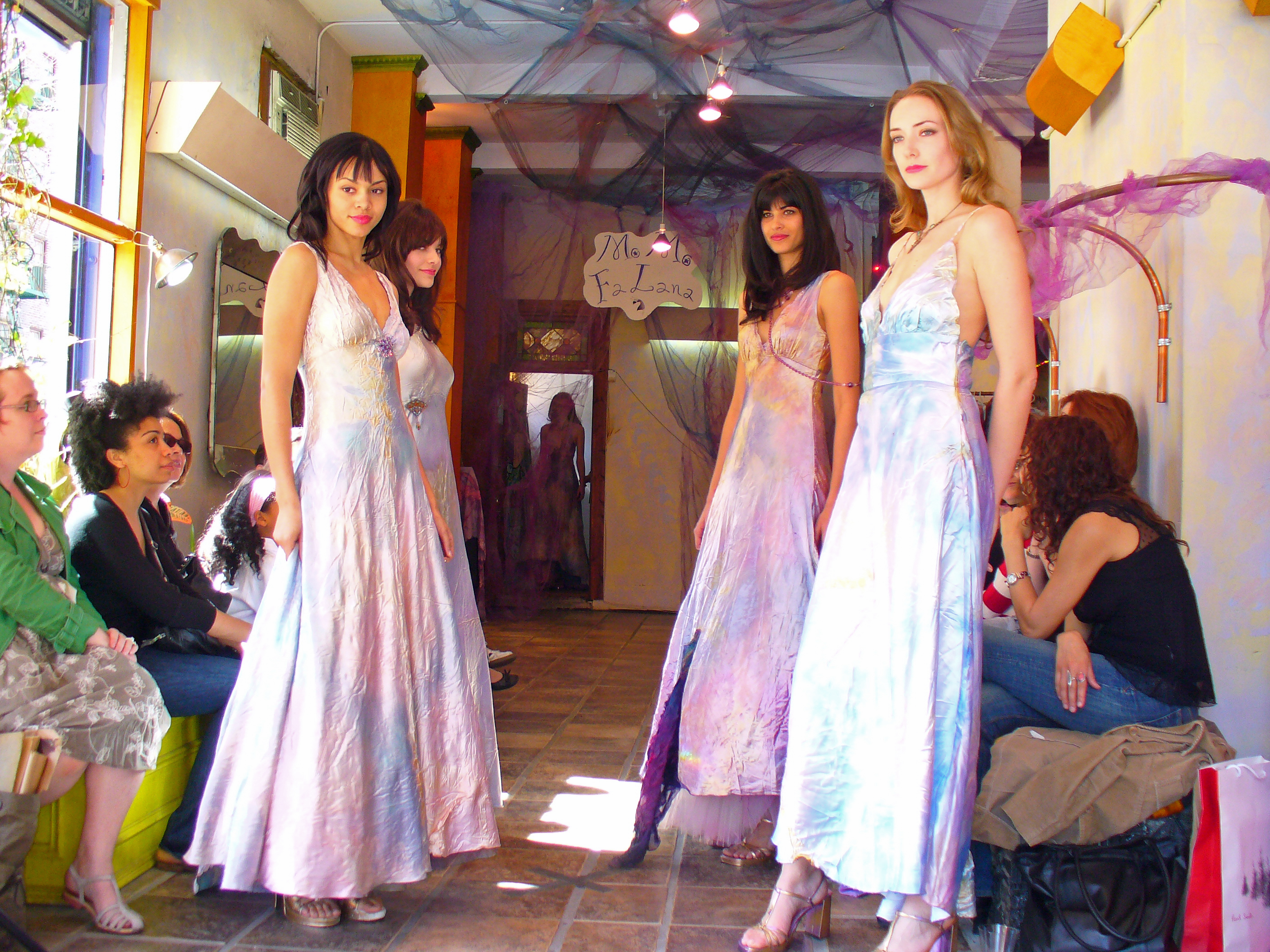
Kvinnor iförda sidenklänningar

Klänning av rödgredelint siden.

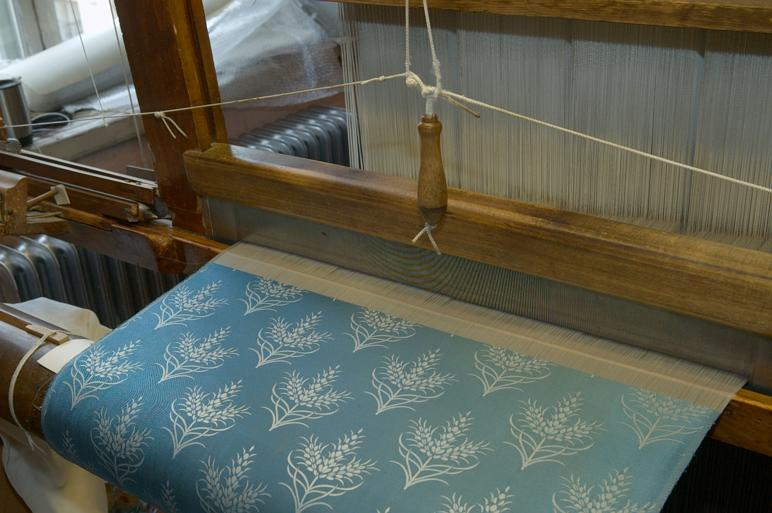
Möbeltyg "Ax" i sidendamast, på K A Almgrens sidenväveri.

Siden är ett tyg av silke med ursprung från Kina. Sedan år 7000 f.Kr. har siden framställts där, och kunskapen har spritts till Indien och Japan, främst via utvandrande kineser. Tyget är ofta tunt och glansigt, men med förvånansvärd förmåga att värma, och mycket starkt.

## Sidentyger

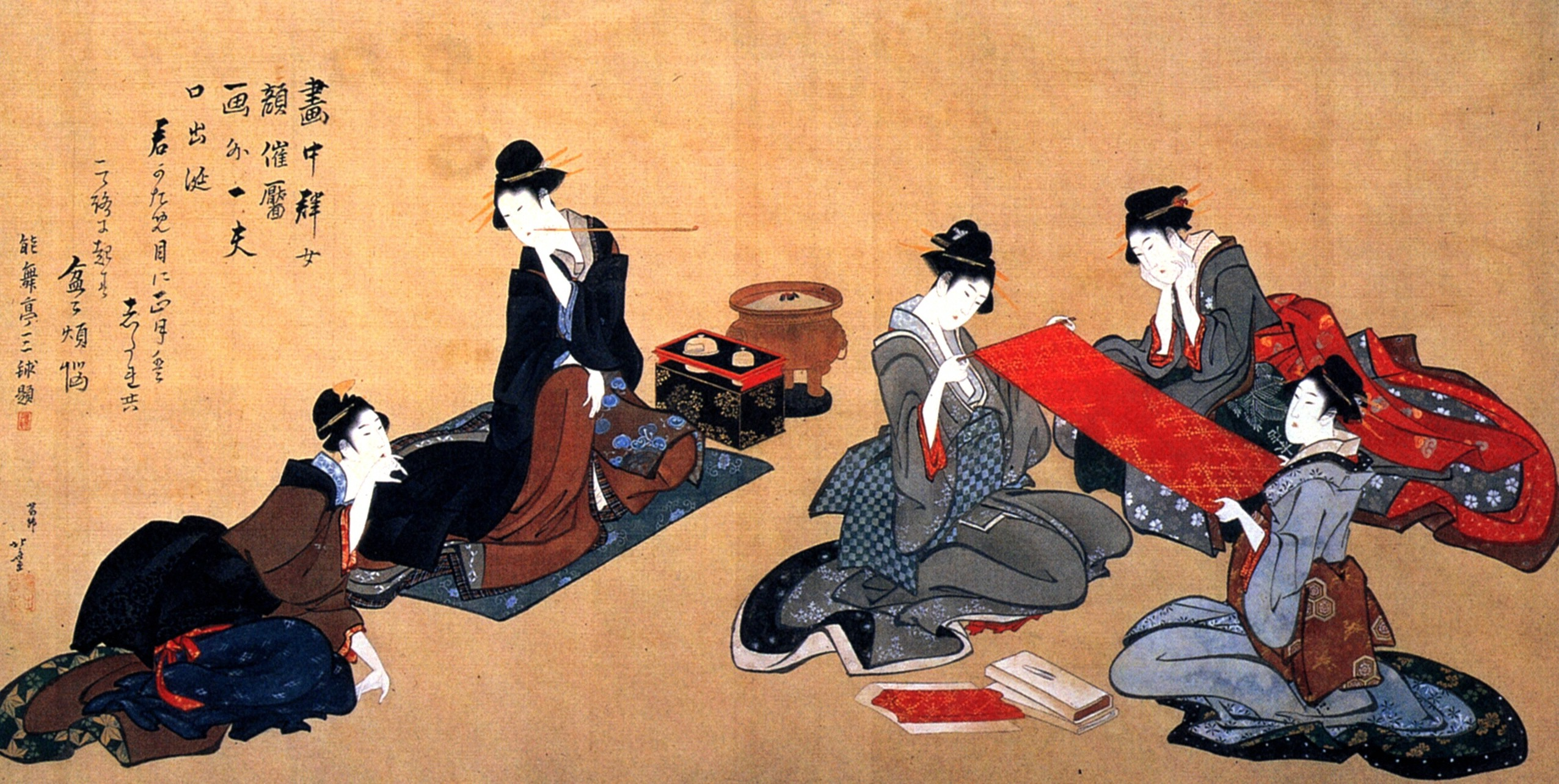
Japanska kvinnor med sidentyg, bild av Katsushika Hokusai

Det finns många olika sorters sidenkvaliteter, bland annat dupion (thaisiden), mullbärssiden, tussahsiden, brokad, chiffong, crêpe (olika sorter), och chesse. Siden används främst till beklädnader, men också till möbeltyger och andra inredningsdetaljer.
- Peau de soie (av franskans peau "hud", "skinn" och soie "silke", "siden") är ett mjukt sidenmaterial med matt yta.
- Shantung tillverkas av vildsilke och har en något ojämn yta.

## Konstsiden
Förr kallade man konstfiber som viskos (rayon) för konstsiden/konstsilke. Numera kallas endast tyg vävt av silkestråd för siden.

## Sidenindustrin i Sverige
I Sverige uppmuntrade man tidigt sidenindustrin för att tillverka eget siden i stället för att importera det till höga priser. Den äldsta sidenmanufakturen i Sverige var Uttenhoffs, som fram till år 1740 drev silkesrederi, sidenväveri och trikåfabrik innan den lades ned av Margareta Toutin och 1744 omvandlades till Stockholms största trikåväveri.
Tiden från cirka 1750 fram till 1766 års överflödsförordning var sidenindustrins storhetstid i Sverige: 1746–1750 fanns 260 aktiva sidenvävstolar i Sverige, för att 1761–1765 ha ökat till 964, och 1762 fanns nära 2000 sidenarbetare i Stockholm vid 882 vävstolar. Den svenska sidenindustrin var nästan uteslutande koncentrerad till Stockholm. Ett sällsynt undantag var Emerentia Jernfelts "fabrik för tryckning å siden och linne" i Kristinehamn, som dock endast var verksamt i cirka tio år (1752–1762). Andra undantag var Per Husbergs sidenfabrik i Mariestad och Thomas Fehmans fabriker i Kungälv och Göteborg.
Ett av de mest betydande sidenväverierna vid denna tid var Fritz-Renats manufaktur. Advokatfiskalen Jonas Fritz grundade 1734 en manufaktur, som 1737–1749 drevs av hans änka Elisabeth Fritz, som sysselsatte 65 vävare vid 24 vävstolar under uppsikt av en mästare i sidenvävargården eller Fritziska vävargården vid Surbrunnsgatan. Hon gifte 1739 om sig med Johan Gustaf Renat, varvid företaget bytte namn. Företaget köptes senare av Koschell & Conradi och drevs av Abraham Westman till 1790 och hans änka Anna Maria Westman till 1801: när sonen Peter Gustaf Westman tog över hade dock företaget knappt 18 anställda kvar.
Överflödsförordningen 1766, där siden närmast förbjöds i kläder, innebar ett hårt slag mot den svenska sidenindustrin. Sidenföretagen krympte, och vid 1790-talet hade den svenska sidenindustrin förvandlats till en småverkstadsindustri. Ett undantag var Lovisa Christina Schönherr & Son som hade ca 70 vävstolar och 200 arbetare anställda i Stockholm. Företaget leddes av Lovisa Christina Schönherr. Efter detta började dock sidenbranschen i Sverige återhämta sig, och 1833 grundades K A Almgrens sidenväveri.